# Ljubinje (Veliko Gradište)
Pour les articles homonymes, voir Ljubinje.
Ljubinje (en serbe cyrillique : Љубиње) est un village de Serbie situé dans la municipalité de Veliko Gradište, district de Braničevo. Au recensement de 2011, il comptait 259 habitants.

## Démographie

### Évolution historique de la population
| 1948 | 1953 | 1961 | 1971 | 1981 | 1991 | 2002 | 2011 |
| ---- | ---- | ---- | ---- | ---- | ---- | ---- | ---- |
| 829  | 824  | 781  | 789  | 750  | 660  | 409  | 259  |

|  |